# Myślibórz (gromada)
Myślibórz (do 31 XII 1961 Myśliborzyce) – dawna gromada, czyli najmniejsza jednostka podziału terytorialnego Polskiej Rzeczypospolitej Ludowej w latach 1954–1972.
Gromady, z gromadzkimi radami narodowymi (GRN) jako organami władzy najniższego stopnia na wsi, funkcjonowały od reformy reorganizującej administrację wiejską przeprowadzonej jesienią 1954 do momentu ich zniesienia z dniem 1 stycznia 1973, tym samym wypierając organizację gminną w latach 1954–1972.
Gromadę Myślibórz z siedzibą GRN w mieście Myśliborzu (nie wchodzącym w jej skład) utworzono 1 stycznia 1962 w powiecie myśliborskim w woj. szczecińskim w związku z przeniesieniem siedziby gromady Myśliborzyce z Myśliborzyc do Myśliborza i zmianą nazwy jednostki na gromada Myślibórz; równocześnie do gromady Myślibórz włączono obszar zniesionej gromady Renice w tymże powiecie.
1 stycznia 1966 do gromady Myślibórz włączono sołectwo Dąbrowa (obejmujące miejscowości Dąbrowa, Lipie, Nawojczyn i Osmolino) z gromady Otanów w tymże powiecie.
1 stycznia 1969 do gromady Myślibórz włączono miejscowości Dąbrowa, Gryżyno, Iłowo, Kostno, Nawrocko, Pniów, Rościn, Rościnko i Wrzelewo ze zniesionej gromady Nawrocko w tymże powiecie.
1 stycznia 1972 do gromady Myślibórz włączono obszar zniesionej gromady Otanów, miejscowości Prądnik, Chełmsko, Czyżykowo, Dzierzgów, Grządziele, Jezierzyska, Krężel, Odolanów, Rokicienko, Sulimierz i Szypuły ze zniesionej gromady Sulimierz oraz tereny o powierzchni 325,76 ha z miasta Myślibórz w tymże powiecie.
Gromada przetrwała do końca 1972 roku, czyli do kolejnej reformy gminnej. 1 stycznia 1973 w powiecie myśliborskim reaktywowano zniesioną w 1954 roku gminę Myślibórz